# Rungaperla
Rungaperla is een geslacht van steenvliegen uit de familie Gripopterygidae. De wetenschappelijke naam van het geslacht is voor het eerst geldig gepubliceerd in 1977 door McLellan.

## Soorten
Rungaperla omvat de volgende soorten:
- Rungaperla campbelli (Illies, 1963)
- Rungaperla longicauda (Illies, 1963)